# Leonid Buryak
Leonid Yosipovich Buryak (Odessa, 10 de julho de 1953) é um ex-futebolista profissional e treinador ucraniano que atuava como meia.

## Carreira
Leonid Buryak fez parte do elenco da Seleção Soviética de Futebol, da Copa de 1982.